# نورمان وود (لاعب كرة قدم)
نورمان وود (بالإنجليزية: Norman Wood)‏ هو لاعب كرة قدم بريطاني (وحمل سابقاً جنسية المملكة المتحدة لبريطانيا العظمى وأيرلندا) في مركز مهاجم داخلي، ولد في 1889 في المملكة المتحدة، وتوفي في 1916 في سوم في فرنسا. لعب مع تشيلسي وتوتنهام هوتسبير وستوكبورت كونتي وكريستال بالاس ونادي بليموث أرجايل ونادي ستاليبريدج سيلتيك ونادي بروملي وCroydon Common F.C. ‏.